# Karel Čech
Karel Čech (de nom real Karel Antonín Tausík (Prčice (Bohèmia Central), 9 de maig, 1844 – Vinohrady (barri de Praga), 28 de novembre, 1913) va ser un cantant d'òpera i concert txec de la corda de baix. Com a cantant va participar en les estrenes de diverses òperes de Bedřich Smetana al Provisional i posteriorment al Teatre Nacional de Praga. El seu germà gran va ser el director de l'Orquestra Nacional del Teatre, Adolf Čech.

## Biografia
Joventut

Karel Antonín Tausík va néixer en el si d'una família amb inclinacions musicals. Igual que el seu germà Adolf, també va rebre la seva educació musical del seu pare. Va anar a Praga per estudiar medicina a la Universitat Charles-Ferdinand, però aviat va abandonar els seus estudis i es va incorporar al Teatre Švestkov com a estudiant, i en els anys següents va canviar a altres escenes de cant.

## Carrera
El 1868, gràcies a la intervenció de Bedřich Smetana, es va comprometre amb la companyia d'òpera del Teatre Provisional de Praga sota la direcció del director de teatre Jan Nepomuk Maýr, on va debutar com l'inquisidor Almamen a l'òpera Lejl de Karel Bendl. Després va treballar amb èxit al Teatre Provisional, començant el 1870 com a primer baix, durant la dècada de 1870, fins que va emmalaltir d'una malaltia de les cordes vocals el 1881. Malgrat l'extensa convalescència i la cirurgia de les cordes vocals a Viena, el director Mayr va acomiadar-lo del teatre. Va treballar breument com a dependent a la redacció del diari Národní listy, però l'any 1882 va ser contractat de nou pel teatre. Va acabar oficialment la seva carrera de cantant el 1890.
En els anys següents, va treballar com a organista i regenschorer a la basílica de Santa Ludmila a Vinohrady i com a professor de música a les escoles de gramàtica de Praga.

## Mort
Karel Čech va morir el 28 de febrer de 1913 a Královské Vinohrady (barri de Pragaals 79 anys. Va ser enterrat al cementiri de Vinohrad.

## Treballs
- Durant la seva carrera, va interpretar desenes de diferents papers de cantant d'òpera. Entre d'altres. Va actuar en diverses estrenes de les òperes de Bedřich Smetana: el 1874 al Teatre Provisional com el guarda de caça Mumlal a Dvou vdovách, el 1878 al Teatre Provisional en el paper del Pare Paloucký a Polibek i el mateix any al paper de Bonifác a Tajemství, i al Teatre Nacional d'Ošbuva. També va actuar en estrenes d'òperes d'altres compositors txecs, entre ells Antonín Dvořák,[3] Karel Bendl i Karel Kovařovic.